# FK Kareda
FK Kareda (1995–1999) este un club de fotbal lituanian din orașul Šiauliai.

## Participări în campionatele lituaniene
| Sezon     | Div. | Liga          | Locul | @      | Listare    |
| --------- | ---- | ------------- | ----- | ------ | ---------- |
| 1991      | 1.   | Lietuvos lyga | 9.    | [ 1 ]  |            |
| 1991/1992 | 1.   | Lietuvos lyga | 8.    | [ 2 ]  |            |
| 1992/1993 | 1.   | Lietuvos lyga | 10.   | [ 3 ]  |            |
| 1993/1994 | 1.   | Lietuvos lyga | 9.    | [ 4 ]  |            |
| 1994/1995 | 1.   | I lyga        | 7.    | [ 5 ]  |            |
| 1995/1996 | 1.   | I lyga        | 2.    | [ 6 ]  | 🏆 LFF Cup |
| 1996/1997 | 1.   | I lyga        | 1.    | [ 7 ]  | campioni   |
| 1997/1998 | 1.   | Lietuvos lyga | 1.    | [ 8 ]  | campioni   |
| 1998/1999 | 1.   | I lyga        | 2.    | [ 9 ]  | 🏆 LFF Cup |
| 1999/2000 | 1.   | LFF lyga      | 4.    | [ 10 ] |            |

## Antrenori
- Algimantas Liubinskas, 1996–1997
- Šenderis Giršovičius, 1997–1998, 1999
- Aleksandr Piskarev, 1999
- Valdemaras Martinkėnas, 1999